# محمد بوسفيان
محمد بوسفيان (18 يناير 1985 خميس مليانة ) لاعب كرة القدم جزائري.
وقد توج مع منتخب الجزائر تحت 20 سنة وتحت 21 سنة وتحت 23 سنة. كان عضوًا في فريق الجزائر في دورة الألعاب المتوسطية 2005 في ألمرية بإسبانيا والألعاب الإسلامية 2005 في جدة بالسعودية.

## روابط خارجية
- محمد بوسفيان على موقع قاعدة بيانات كرة القدم.إي يو (الإنجليزية)